# Scopula supina
Scopula supina är en fjärilsart som beskrevs av Louis Beethoven Prout 1920. Scopula supina ingår i släktet Scopula och familjen mätare. Inga underarter finns listade.